# Utweiler
Ne doit pas être confondu avec Uttwiller.
Utweiler (Utwiller en sarrois) est un écart de la commune allemande de Gersheim dans l'arrondissement de Sarre-Palatinat en Sarre.
Jusqu'au 1er janvier 1974, le village était une commune indépendante de la mairie de Medelsheim et de l'arrondissement de Hombourg.

## Géographie

### Localisation
Utweiler se trouve dans la région naturelle du Bliesgau, au sud du Palatinat sarrois et à proximité de la frontière franco-allemande.

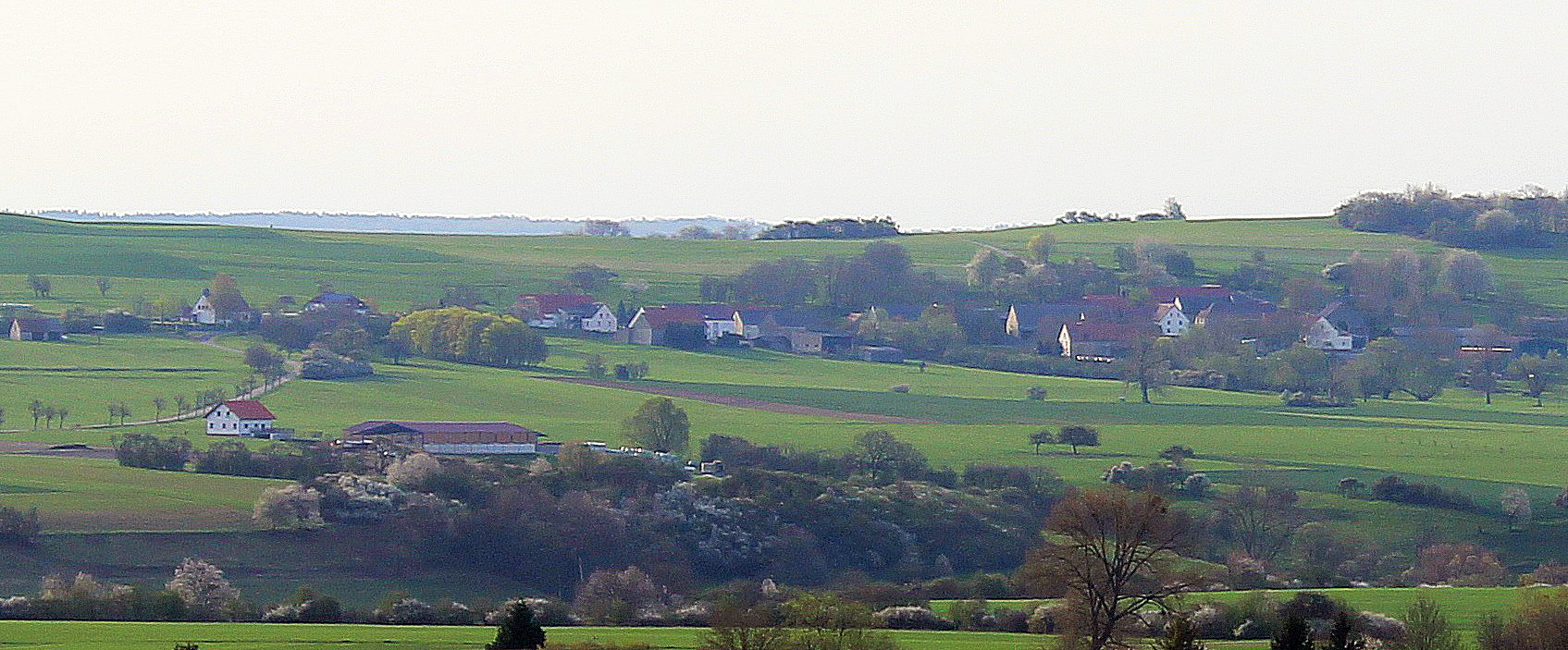
Vue générale du village.

## Histoire
Le village est mentionné le 17 août 1310 sous la forme Udewilre comme dépendance des Deux-Ponts-Bitche. En 1317, Utweiler est succursale de la paroisse de Guiderkirch (aujourd'hui commune d'Erching en Moselle).
Comme le reste du comté de Bitche, le village devient lorrain en 1604 et français en 1766. Ce n'est qu'en 1781 qu'Utweiler est séparé du reste de l'ancien comté de Bitche (et par la même occasion de la France) pour rejoindre le comté de Blieskastel. Après la Révolution, le village redevient français avec tout le reste de la rive gauche du Rhin. Sous administration française, le village appartient à la mairie de Brenschelbach, au canton de Medelsheim, à l'arrondissement de Deux-Ponts et au département du Mont-Tonnerre.
Avec le Traité de Paris (1815), le village est acquis par la Bavière. Sous son administration, il est incorporé à la mairie de Medelsheim.
De 1937 à 1950, Utweiler appartient à la commune d'Altheim. Le village constitue ensuite une commune indépendante de la mairie de Medelsheim jusqu'au 1er janvier 1974, date à laquelle il est intégré à la commune de Gersheim.

## Lieux et monuments

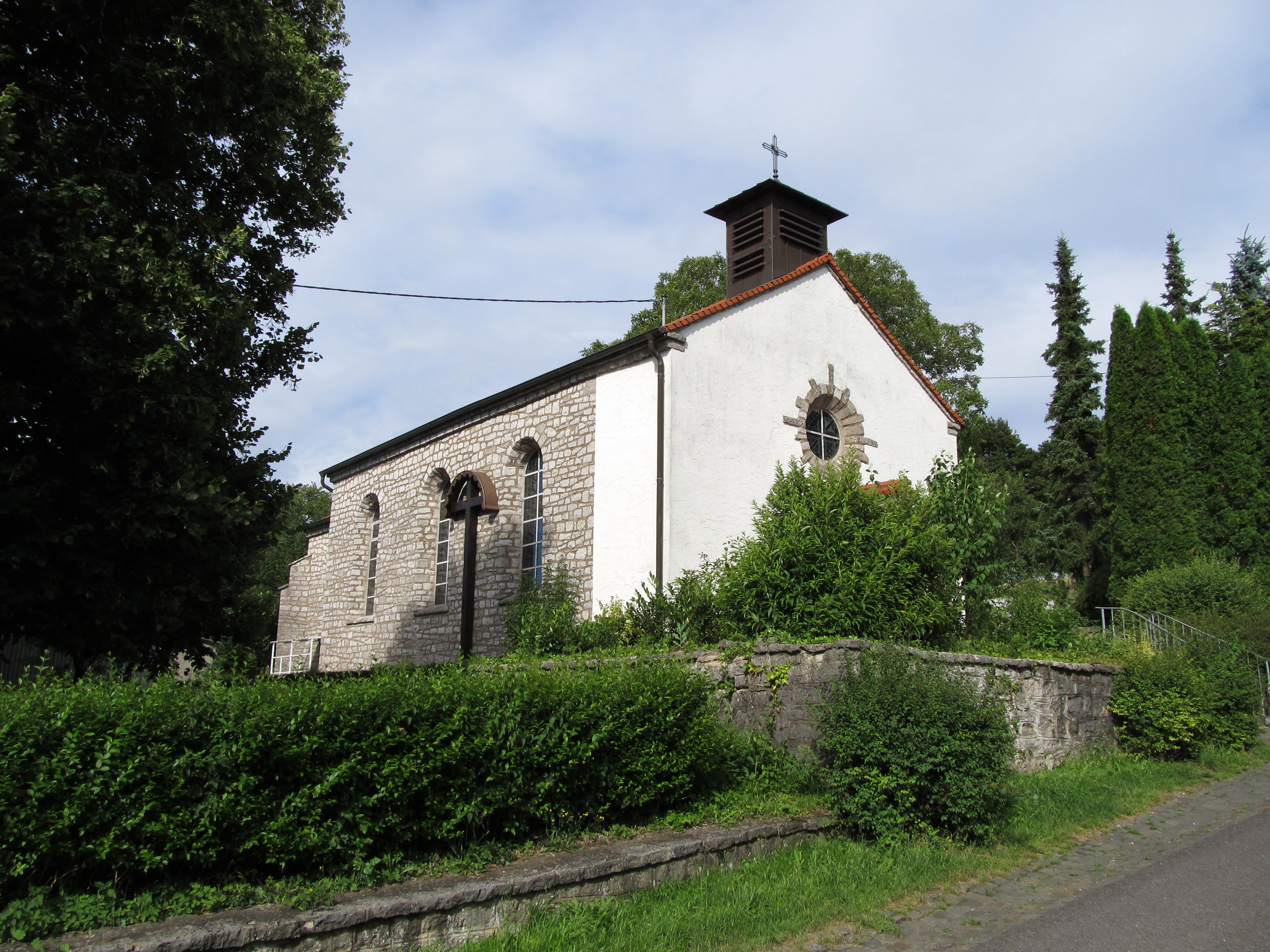
L'église Saint-Conrad de Parzham.